# Дети как дети
«Дети как дети» — советская мелодрама Аян Шахмалиевой 1978 года.

## Сюжет
Игорь — отец Оли — четыре года назад полюбил другую женщину, Татьяну, и ушёл от жены. У Татьяны есть сын Дима, которого Игорь усыновляет. И вот однажды Игорь не может встретить Олю, чтобы повести её в «Пенаты», и посылает вместо себя Диму. Дети знакомятся. Возникает парадокс. Оля ненавидит Диму и его мать, он же настроен дружелюбно. Детям предстоит перейти грань любви и ненависти.

## В ролях
- Рита Сергеечева — Оля
- Никита Сергеев (Михайловский) — Дима
- Александр Калягин — Игорь Владимирович, хирург, отец Оли
- Маргарита Терехова — Вера, мать Оли
- Ада Роговцева — Татьяна, мать Димы
- Любовь Соколова — Елизавета Петровна, бабушка Оли
- Анатолий Кузнецов — Сергей Андреевич Колобов, знакомый Веры

## Съёмочная группа
- Автор сценария — Юлиу Эдлис
- Режиссёр — Аян Шахмалиева
- Оператор — Николай Строганов
- Художник — Марксэн Гаухман-Свердлов
- Композитор — Борис Тищенко
- Звукооператор — Константин Лашков

## Награды
- 1978 год — Приз «Интервидения» фильму на XV МФТФ «Злата Прага» в Праге, ЧССР.